# تايني ثيفت
تايني ثيفت أو اللص الصغير (بالإنجليزية: Tiny Thief)‏ هي لعبة مُغامرات وتأشير ونقر من تطوير ونشر روفيو انترتينمنت. تحكي اللعبة قصّة لِصّ يُشبه في شكله روبن هود حيثُ يَسرق من الأشرار أغراضاً ويُعطيها للمُحتاجين. نظامُ اللعبة نظامُ حلقاتٍ كُلّ فترة تصدر حلقة، وتحوي كُلّ حلقة على 5 مراحل على اللاعب اجتيازها للانتقال للحلقةِ التالية، وعلى اللاعب حلّ الألغاز للوصول للشيء الذي يريد سرقته.

## أسلوب اللعب
الهدف من اللعبة هو حلّ الألغاز لسرقة عدّة أشياء بالخفاء في كُلّ مرحلةٍ من المراحل. اللاعب يتحكم باللص الصغير من خلال توجيهه عبر التأشير والنقر، ويستطيع اللاعب الاختباء من الحرّاس وراء الباب أو وراء أي شيء مُظلم وإذا رأى الحارس اللص فإنه المرحلة تُعاد من جديد. ولاجتياز المرحلة على اللاعب أن يجمع نجمتين على الأقل من أصل ثلاثة، نجمةٌ للهدف الرئيسي الذي يتوجّب عليه سرقته، وأخرى لأشياء يستطيع اللاعب سرقتها والتقاطها في المرحلة، والثالثة تُعطى للاعب إذا وجد النمس المُتخفّي في المرحلة.

## الحلقات
| الحلقة                 | تاريخ الإصدار                                         | الضحيّة                             |
| ---------------------- | ----------------------------------------------------- | ---------------------------------- |
| 1. A Rumbling Stomach  | 11 يوليو 2013                                         | رجل المبيعات                       |
| 2. A Corrupt Sheriff   | 11 يوليو 2013                                         | العمدة الفاسد                      |
| 3. The Cursed Treasure | 11 يوليو 2013                                         | قبطان القراصنة                     |
| 4. A Royal Rescue      | 11 يوليو 2013                                         | لا أحد، يجب على اللاعب إنقاذ الملك |
| 5. Rattling Bones      | 11 يوليو 2013                                         | فارس الظلام وإنقاذ الأميرة         |
| 6. Bewitched           | 21 مارس 2014 (نُسخة الأندرويد) 3 أبريل 2014 (نُسخة IOS) | التنين وإنقاذ الملك                |

## الاستقبال النقدي
لقت اللعبة إقبالاً لدى اللاعبين وحصلت كذلك على تقييمات إيجابيّة، ففي موقع ميتاكريتك مثلاً حصلتْ اللعبة على درجة 86 من 100 استناداً إلى 21 مُقيّم.

## روابط خارجية
- الموقع الرسمي